# Lawrence Sperry
Lawrence Sperry (Chicago, 21 dicembre 1892 – Canale della Manica, 13 dicembre 1923) è stato un aviatore statunitense.

## Biografia
Lawrence Burst Sperry fu il terzo figlio dell'inventore del gyrocompass Elmer Ambrose Sperry e di sua moglie Zula.   Sperry inventò il primo autopilota, sperimentato con successo in Francia nel 1914. Sperry è anche considerato l'inventore dell'orizzonte artificiale.
Il 13 dicembre 1923 Sperry precipitò nella nebbia con un Verville-Sperry M-1 Messenger dal Regno Unito verso la Francia ma senza indicazione della rotta. Il suo corpo venne ritrovato nella Manica il giorno 11 gennaio 1924.

## Onorificenze
Un sito web, Mile High Club ringrazia il pilota e progettista del "Club's" "fondatore" Lawrence Sperry, assieme a "socialite Mrs. Waldo Peirce" (Dorothy Rice Sims)
 citando il volo in autopilotaggio di un Curtiss Flying Boat vicino a New York nel novembre 1916.
"Why, Mrs Peirce and I didn’t have what you might dignify by calling a real accident. It was only a trivial mishap. We decided to land on the water and came down perfectly from a height of 600 feet and would have made a perfect landing had not the hull of our machine struck one of the stakes that dot the water, which staved a hole in it."
Sperry fu introdotto nella Naval Aviation Hall of Honor presso la National Naval Aviation Museum a Pensacola, Florida, nel 1992.

## Sperry Award

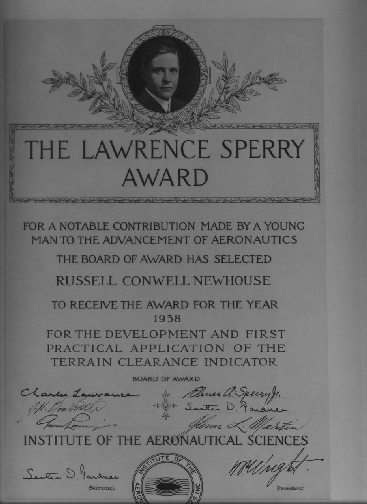
1938 Lawrence Sperry Award Certificate

- 1938 Russell C. Newhouse